# Entoloma caeruleoflocculosum
Entoloma caeruleoflocculosum är en svampart som beskrevs av Noordel. 1985. Entoloma caeruleoflocculosum ingår i släktet Entoloma och familjen Entolomataceae.   Inga underarter finns listade i Catalogue of Life.